# Notanthidium andicola
Notanthidium andicola är en biart som först beskrevs av Urban 2001.  Notanthidium andicola ingår i släktet Notanthidium och familjen buksamlarbin. Inga underarter finns listade i Catalogue of Life.